# فورس کی
فورس کی (انگلیسی: Force K) نام سه گروه ضربت نیروی دریایی سلطنتی بریتانیا در طول جنگ جهانی دوم بود. اولین نیروی فورس کی در سال ۱۹۳۹ از غرب آفریقا برای رهگیری مهاجمان بازرگانی عملیات کرد.